# Monolistra matjasici
Monolistra matjasici är en kräftdjursart som beskrevs av Boris Sket1965. Monolistra matjasici ingår i släktet Monolistra och familjen klotkräftor. Inga underarter finns listade i Catalogue of Life.